# Simca do Brasil

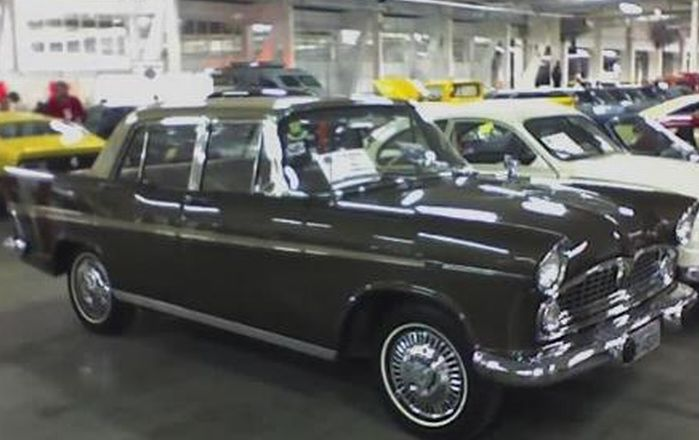
Simca Vedette 1964.

Simca do Brasil var ett brasiliansk dotterbolag till den franska biltillverkaren Simca som verkade i São Bernardo do Campo mellan 1958 och 1969.

## Historik
Simca startade produktionen i Brasilien med att montera Vedette-bilar som kom i CKD-satser från Frankrike. Med tiden blev den inhemska andelen allt större och i mitten av 1960-talet ersattes Vedetten av en moderniserad version, kallad Esplanada.
Chrysler Corporation övertog aktiemajoriteten i Simca under 1966 och tre år senare ersattes Esplanada av den USA-konstruerade Dodge Dart.

## Några bilmodeller från Simca do Brasil
- Simca Vedette (1958 – 1966)
- Simca Esplanada (1966 – 1969)